# Mandurah
Mandurah – miasto w Australii, w stanie Australia Zachodnia. Położone 72 km na południe od Perth, na wybrzeżu Oceanu Indyjskiego, pełni rolę miasta satelickiego dla Perth. Zamieszkują je głównie młode małżeństwa i emeryci. Obecnie liczy około 75 000 mieszkańców, lecz jest jednym z najszybciej rozrastających się młodych miast Australii. Popularne jako cel weekendowych eskapad mieszkańców Perth.
Mandurah uzyskało status miasteczka (town) w 1987 roku, a miasta (city) w 1990.